# Gregory Wüthrich
Gregory Kwesi Wüthrich (Berna, 4 de diciembre de 1994) es un futbolista suizo que juega de defensa en el B. S. C. Young Boys de la Superliga de Suiza.

## Selección nacional
Fue internacional sub-20 y sub-21 con la selección de fútbol de Suiza. Con la absoluta hizo su debut el 5 de septiembre de 2024 en un encuentro de la Liga de Naciones de la UEFA 2024-25 frente a Dinamarca que perdieron por dos a cero.

## Clubes
| Club                  | País      | Año       |
| --------------------- | --------- | --------- |
| B. S. C. Young Boys   | Suiza     | 2014-2019 |
| Grasshoppers (cedido) | Suiza     | 2015      |
| Perth Glory F. C.     | Australia | 2019-2020 |
| SK Sturm Graz         | Austria   | 2020-2025 |
| B. S. C. Young Boys   | Suiza     | 2025-act. |

## Palmarés

### Títulos nacionales
| Título             | Club                | País    | Año  |
| ------------------ | ------------------- | ------- | ---- |
| Superliga de Suiza | B. S. C. Young Boys | Suiza   | 2018 |
| Superliga de Suiza | B. S. C. Young Boys | Suiza   | 2019 |
| Superliga de Suiza | B. S. C. Young Boys | Suiza   | 2020 |
| Copa de Austria    | SK Sturm Graz       | Austria | 2023 |
| Copa de Austria    | SK Sturm Graz       | Austria | 2024 |
| Bundesliga         | SK Sturm Graz       | Austria | 2024 |
| Bundesliga         | SK Sturm Graz       | Austria | 2025 |